# Crinia tinnula
A Crinia tinnula a kétéltűek (Amphibia) osztályának békák (Anura) rendjébe, a Myobatrachidae családba, azon belül a Crinia nembe tartozó faj.

## Előfordulása
Ausztrália endemikus faja. Queensland állam délkeleti partvidékén és Új-Dél-Wales középső-keleti részén honos, savanyú kémhatású mocsarakban és rossz vízelvezetésű, tápanyagban szegény talajú területeken. Elterjedési területének mérete körülbelül 30 300 km².

## Megjelenése
Apró termetű békafaj, testhossza elérheti a 20 mm-t. Háta barna, szürke, krémszínű, bézs vagy vöröses színű, időnként hosszanti csíkokkal vagy foltokkal. Hasa fehér, apró fekete foltokkal és középen egy jól kivehető halvány csíkkal, amely a torkáig húzódik. Pupillája vízszintes elhelyezkedésű, a szivárványhártya aranyszínű. Lábakon barna vízszintes sávok vannak. Testméretéhez képest nagy méretű mellső és hátsó lábfején nincs úszóhártya, ujjain nincsenek korongok.

## Életmódja
Az év bármely szakában szaporodik. A petéket egyenként vagy kis csoportokban rakja le medencékbe, mocsarakba és patakokba, ahol a sziklák alá vagy a vízfelszín alatti növényzethez rögzülnek. Az ebihalak testhossza elérheti a 3,5 cm-t, barna, arany vagy vöröses színűek, néha apró sötét vagy vörös foltokkal. Az ebihalak jó úszók, a víztestek alján maradnak, és körülbelül két-hat hónapig tart, amíg békává fejlődnek.

## Természetvédelmi helyzete
A vörös lista a sebezhető fajok között tartja nyilván. Populációja, élőhelyeinek száma és az ivarérett egyedek száma csökkenő tendenciát mutat. Élőhelye fragmentált. Több védett területen megtalálható.